# Kopanik
Kopanik – jezioro w woj. zachodniopomorskim, w pow. wałeckim, w gminie Wałcz, leżące na terenie Pojezierza Wałeckiego.
Według urzędowego spisu opracowanego przez Komisję Nazw Miejscowości i Obiektów Fizjograficznych (KNMiOF) opublikowanego przez Główny Urząd Geodezji i Kartografii (GUGiK) i udostępnionego na stronach Komisja Standaryzacji Nazw Geograficznych (KSNG) nazwa tego jeziora to Kopanik. W różnych publikacjach i na mapach topograficznych jezioro to występuje pod nazwą Lubańskie
, Lubno Duże, Lubienko.
Powierzchnia zwierciadła wody według różnych źródeł wynosi od 49,17 ha przez 51,6 ha do 54,0.
Zwierciadło wody położone jest na wysokości 112,9 m n.p.m. lub 113,0 m n.p.m.. Średnia głębokość jeziora wynosi 4,8 lub 4,9 m, natomiast głębokość maksymalna 10,0 m.
Jest to jezioro polodowcowe, rynnowe, o typowym dla tych jezior podłużnym kształcie.
Przy wschodnim brzegu jeziora znajduje się grodzisko datowane na VIII-IX wiek.